# Carmen Blazejewski
Carmen Blazejewski (* 14. Januar 1954 in Grimma) ist eine deutsche Filmschaffende und Schriftstellerin.

## Leben
Carmen Blazejewski wuchs in Colditz in einer Lehrerfamilie auf und begann 1973 das Studium an der Theaterhochschule Hans Otto in Leipzig. Sie schloss das Studium im Jahr 1977 als Diplomtheaterwissenschaftlerin ab. Bereits während des Studiums übernahm sie 1975 Regieassistenzen am Kindertheater in Ost-Berlin. Im Anschluss arbeitete sie bis 1978 an der Volksbühne am Rosa-Luxemburg-Platz in Berlin als Dramaturgin. Im Jahr 1980 wechselte sie als Dramaturgin und Autorin ins DEFA-Studio für Spielfilme nach Babelsberg und lernte ihren künftigen Ehemann Andreas Höntsch kennen. Nach der Geburt der ersten Tochter im Jahr 1986 ist Carmen Blazejewski als freie Autorin und Dramaturgin tätig und schreibt Bücher für Kinder und Erwachsene, Drehbücher, Hörspiele und Theaterstücke sowie Filmdramaturgien. Im Jahr 1993 zog sie nach Neu Nantrow um.
Für das Jugendbuch Störtebekers Tochter erhielt sie 2002 die Segeberger Feder. Im Jahr 2012 debütierte sie als Filmregisseurin mit dem Dokumentarfilm „Kleines Stück vom Schicksal“, der 2013 mit dem Filmpreis des 17. Filmfestes Schleswig-Holstein ausgezeichnet wurde. Im Oktober 2016 schloss sie die Dreharbeiten an dem künstlerischen (Split Screen Technik) Dokumentarfilm Dialoge mit Birgit Lohmeyer und ihrem Ehemann ab.
Carmen Blazejewski ist ein langjähriges Mitglied bei der Gemeinschaft der Künstlerinnen GEDOK, beim Mecklenburg-Vorpommern-Film e.V. und im Schriftstellerverbund Nord.

## Schriften
- Konrad Wolf. Neue Sichten auf seine Filme. Ein Beitrag zur Kulturgeschichte der DDR. Hochschule für Film und Fernsehen, Berlin 1990. OCLC 705346831
- Wie fange ich einen Vogel. Verlag für Kindertheater, Hamburg 1992. OCLC 75629024
  - Wie fange ich einen Vogel. Verlagsgruppe Oetinger, Hamburg 1996. GND
- Das Kinderzimmer vom lieben Gott. Verlagsgruppe Oetinger, Hamburg 1996, ISBN 3-7891-3111-3.
- Brüderchen und Schwesterchen. Theatermärchen nach den Gebrüder Grimm. Verlag für Kindertheater, Hamburg 1996
- Küß mich, sagte der Vampir. Verlagsgruppe Oetinger, Hamburg 1998, ISBN 3-7891-3121-0.
- Hauptsache, Du bist meine Freundin. Verlagsgruppe Oetinger, Hamburg, 1999
- Der Reiterhof am Meer. Verlagsgruppe Oetinger, Hamburg 2000, ISBN 3-7891-3135-0.
- Störtebekers Tochter. Oetinger Verlag, Hamburg 2001, ISBN 3-7891-3141-5.
- Windhaus (= Bibliothek Mecklenburg-Vorpommern. Band 7). Roman, Grünberg Verlag, Edition M, Weimar & Rostock 2011, ISBN 978-3-933713-34-6.
- als Hrsg.; mit Jürgen Jankofsky: Autorenpatenschaften Nr. 12, Mitteldeutscher Verlag, Halle (Saale) 2015, ISBN 978-3-95462-599-4.

## Hörspiele (Auswahl)
- 1984: Faz, das Katastrophenmonster; für Rundfunk der DDR
- 1985: Der glückliche Prinz (nach Oscar Wilde); für Rundfunk der DDR
- 1991:	Der Alte und die Bank; für Sachsen Radio
- 1992:	Der Riese auf dem Kiekeberg (Sage aus der Mark Brandenburg); für Deutschlandsender Kultur
- 1993: Vom faulen Mehmet und der klugen Akilleh (nach einem türkischen Volksmärchen); für Deutschlandsender Kultur

## Filmografie (Auswahl)
Drehbuch
- 1986: Das Schulgespenst
- 1990: Der Hut
- 1991: Der Strass
- 1991: Der letzte Winter
- 1994: Die Vergebung
- 2002: BaumNarren
- 2016: Chika, die Hündin im Ghetto – nach dem Buch von Batsheva Dagan

Regie
- 2012: Kleines Stück vom Schicksal. Dokumentarfilm (100 Min.)
- 2013: Unterwegs nach Utopia. Dokumentarfilm über Gunther Plüschow (95 Min.)
- 2016: Dialoge. Dokumentarfilm (103 Min.)
- 2018: Verrückt nach Kino! Dokumentarfilm

## Auszeichnungen
- 1990: Publikumspreis auf dem Filmfestival Max Ophüls Preis mit dem Film: Der Strass
- 2002: Segeberger Feder für Störtebekers Tochter
- 2013: Filmpreis des 17. Filmfestes Schleswig-Holstein „Augenweide“ mit dem Regiedebüt: Kleines Stück vom Schicksal